# Stolniceni, Edineț
Stolniceni este un sat în Raionul Edineț, Republica Moldova.

## Istorie

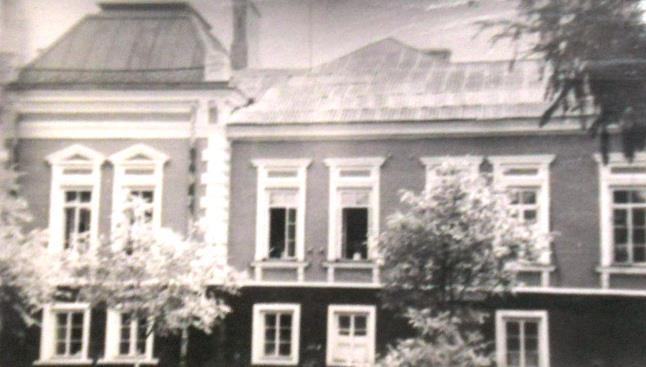
Spitalul cu parc dendrologic din Stolniceni (imagine de epocă).

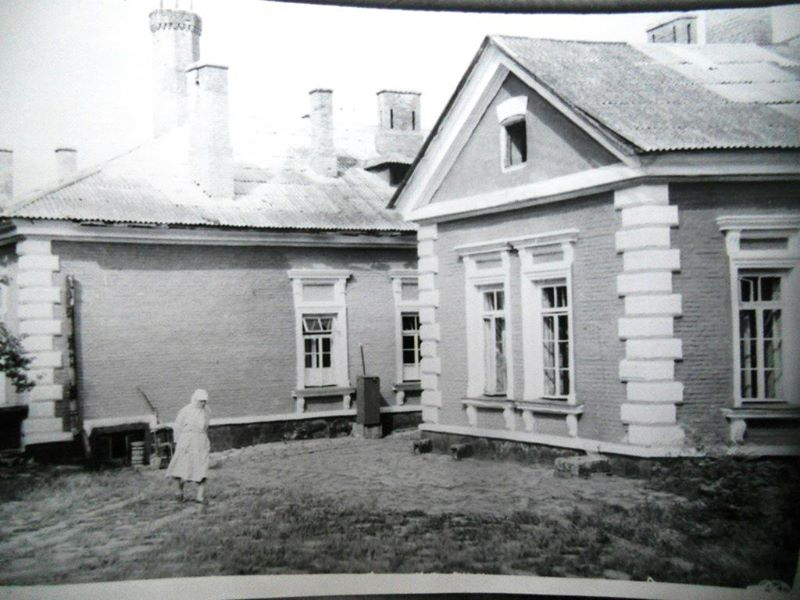
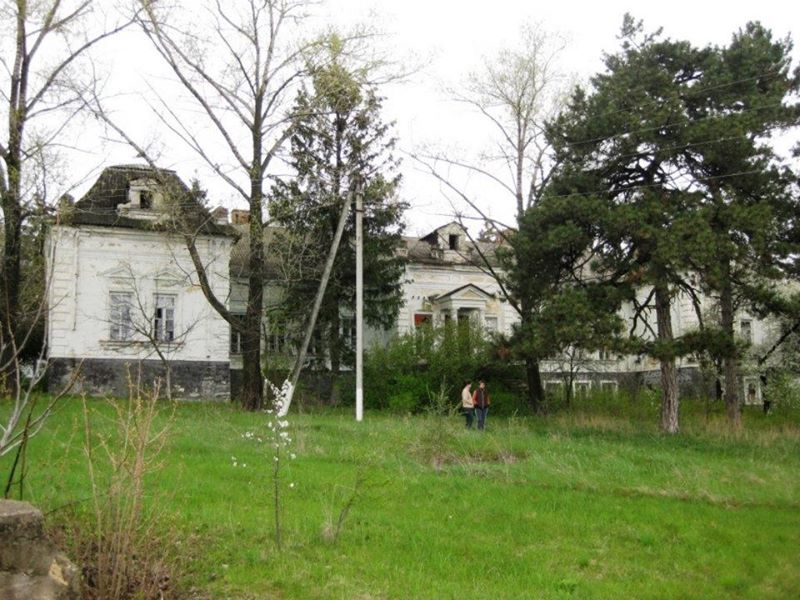
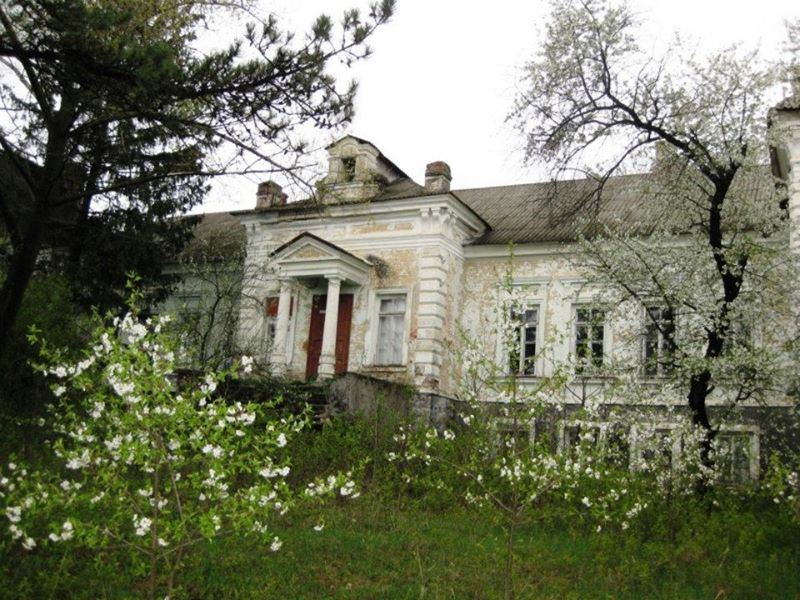
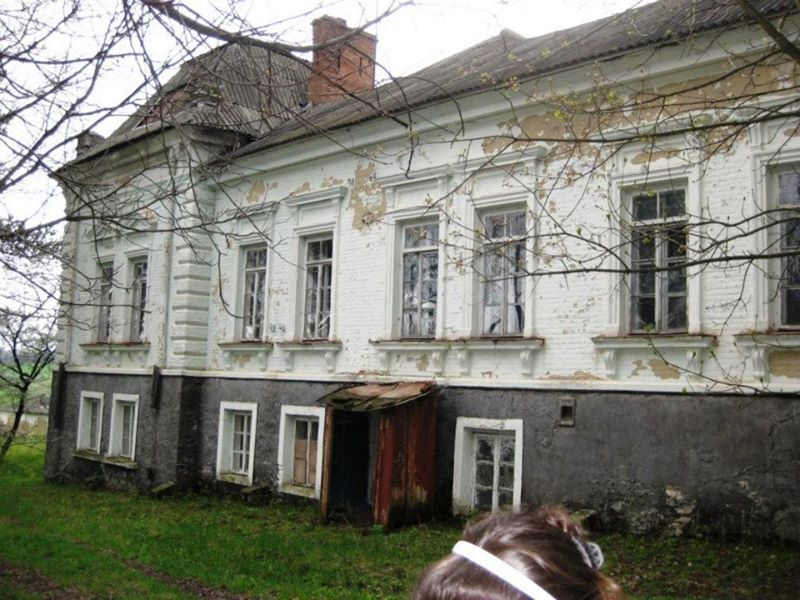
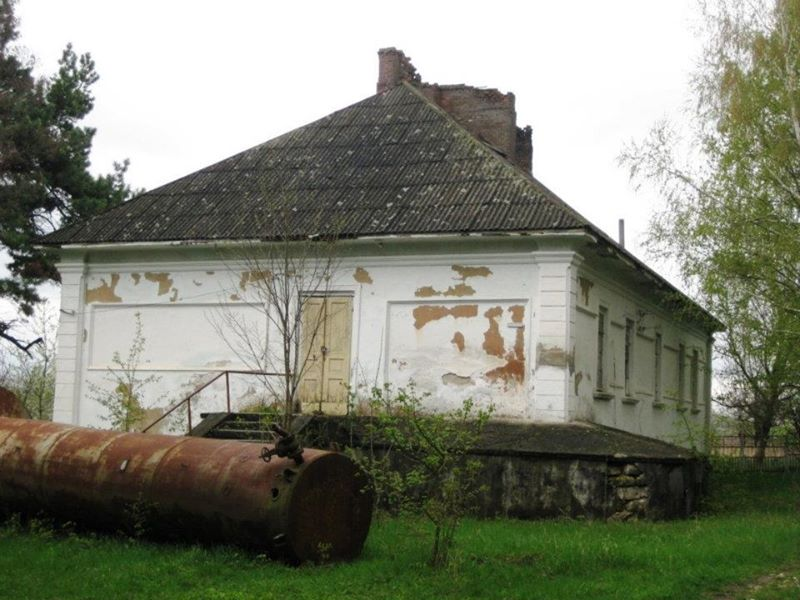
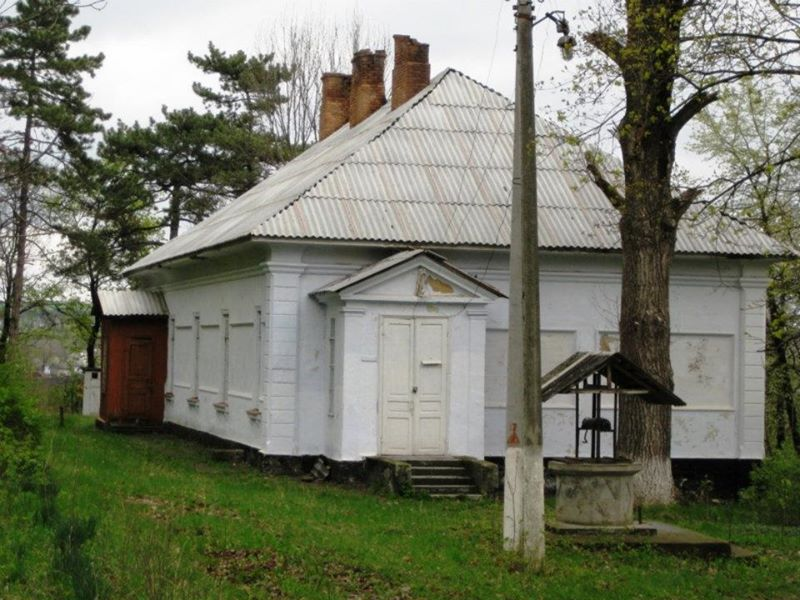

Prima atestare documentară a satului, care pe atunci se numea Costici, se găsește în volumul I al lucrării Documenta Rumaniae Historica. Următoarea mențiune apare abia în 1598, când conform unui zapis de mărturie al vătavului Luca, „Zanea din Stolniceni a cumpărat cu 2 taleri partea de pământ a Marinei din Micleușeni”. În 1614, domnul Moldovei îi dăruiește marelui postelnic Ianache satul Stolniceni. Un deceniu mai târziu, și Radu Voievod întărește câteva sate, inclusiv Stolniceni, aceluiași postelnic. În 1632 moșia trece în gestiunea Mănăstirii Sf. Sava, conform testamentului lui Ianache.
Conform Dicționarului geografic al Basarabiei editat de Zamfir Arbore, în 1904 aici locuiau 1.214 oameni, în 193 de case.
În cadrul RSSM, terenurile agricole din Stolniceni se aflau în componența colhozului „Pobeda Okteabrea” cu sediul în Șofrîncani. Aici activau două brigăzi agricole și o fermă de vite. Satul avea școală de 8 ani, casă de cultură cu cinematograf, bibliotecă, spital de circumscripție, ambulatoriu, maternitate, farmacie, diverse ateliere, oficiu poștal, două magazine și grădiniță de copii.
Spitalul cu parc dendrologic din localitate, monument ocrotit de stat.

## Geografie
Satul este situat în partea de sud a raionului Edineț, la confluența râurilor Ciuhur și Sărata. Distanța până la Edineț constituie 18 km, iar până la Chișinău 196 km. Suprafața totală constituie 2,98 km2, dintre care vatra satului ocupă 2,156 km2.
La marginea de sud-est satului se află un parc, monument de arhitectură peisagistică.
Parcul din localitate

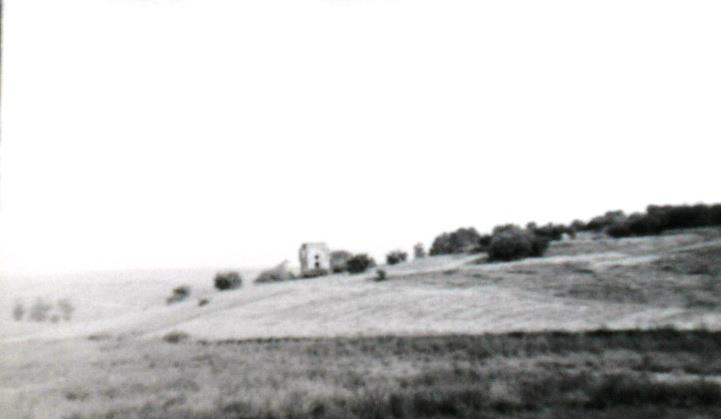
Imagine de epocă
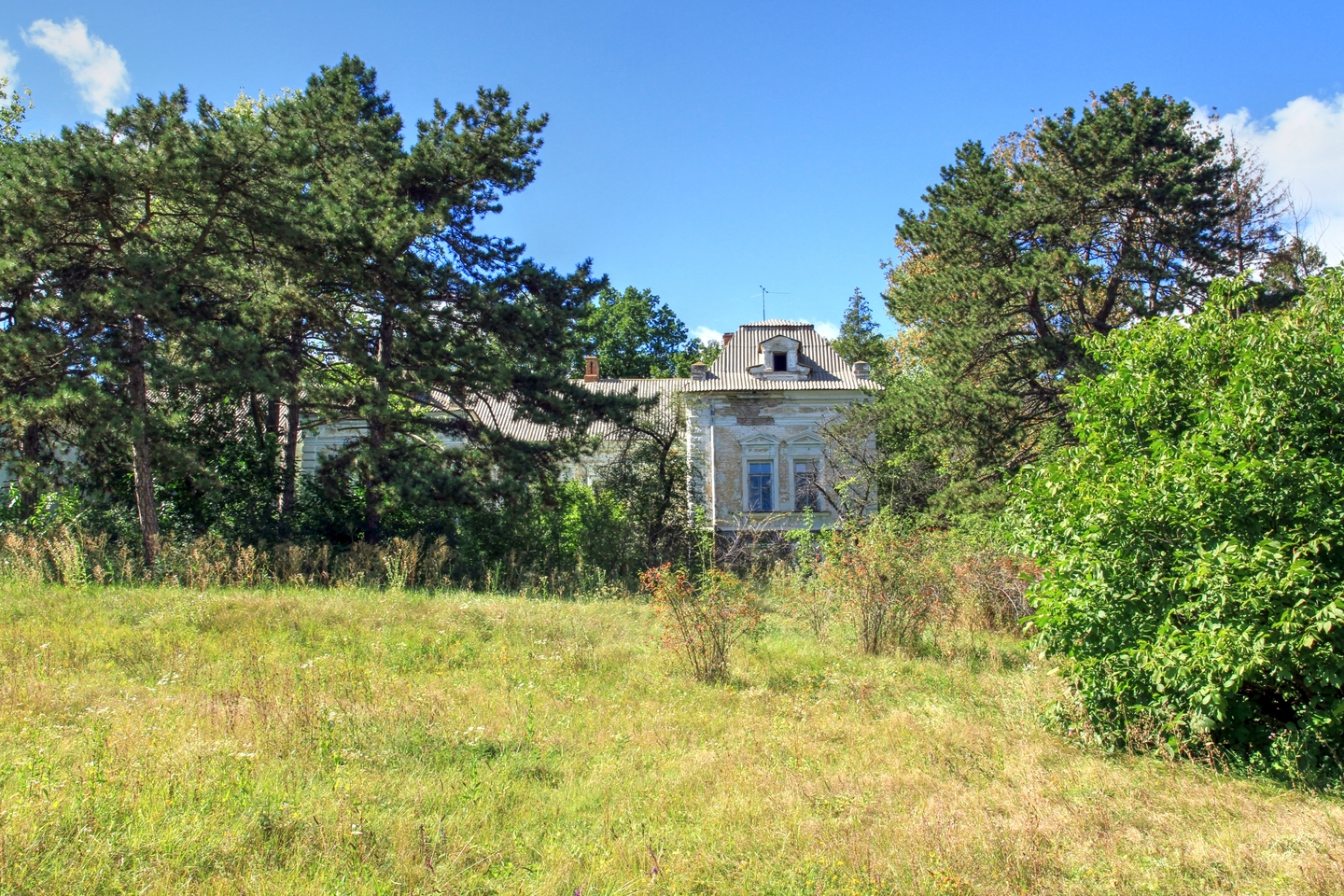
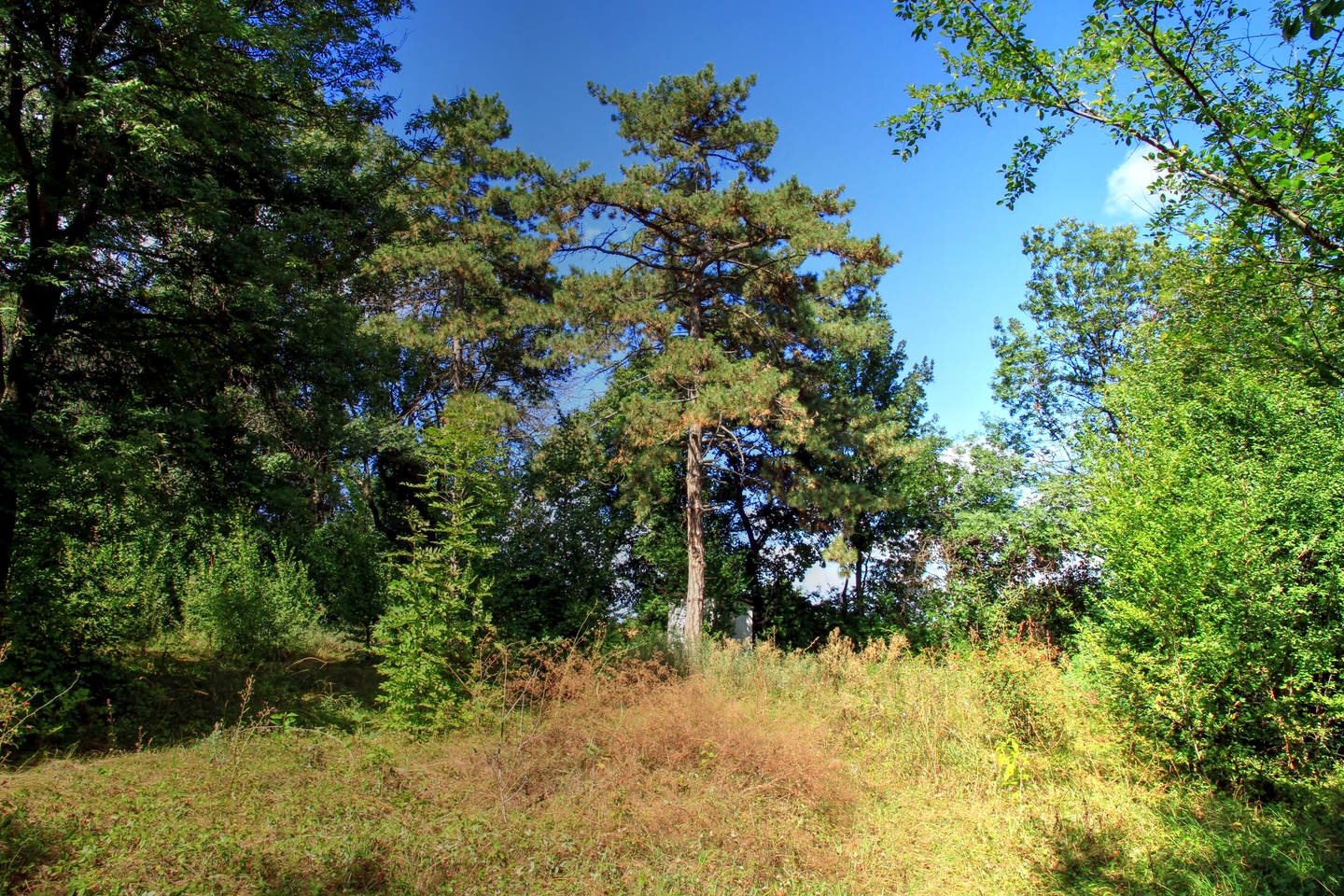
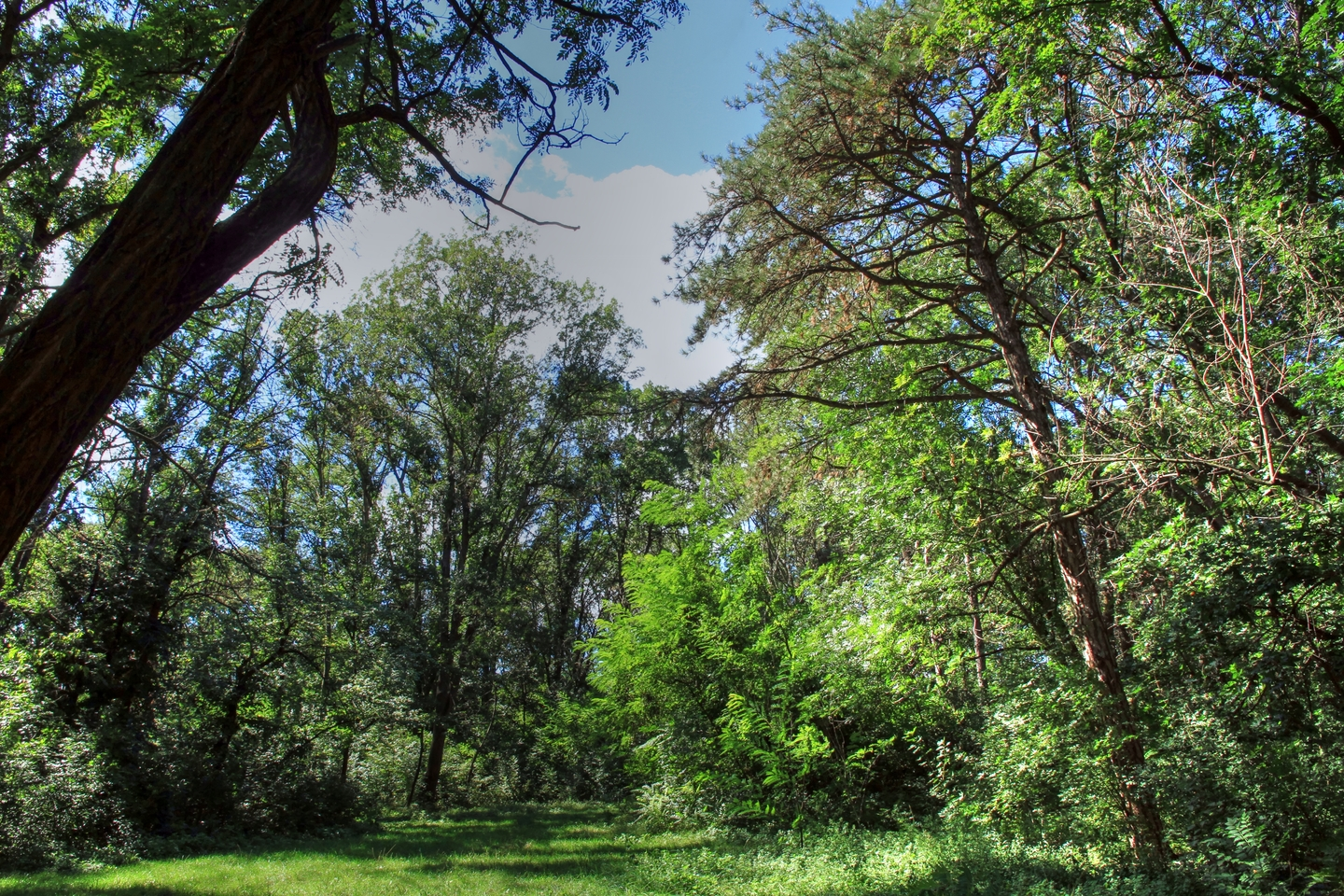
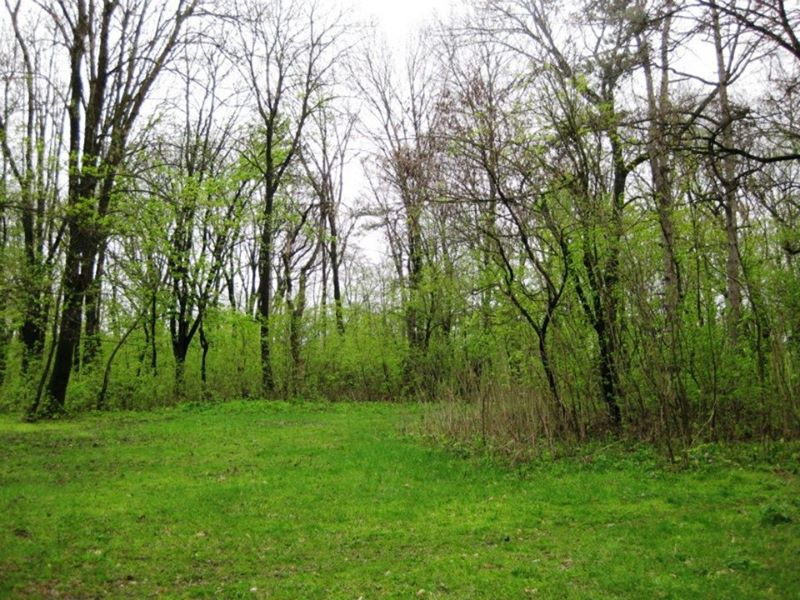
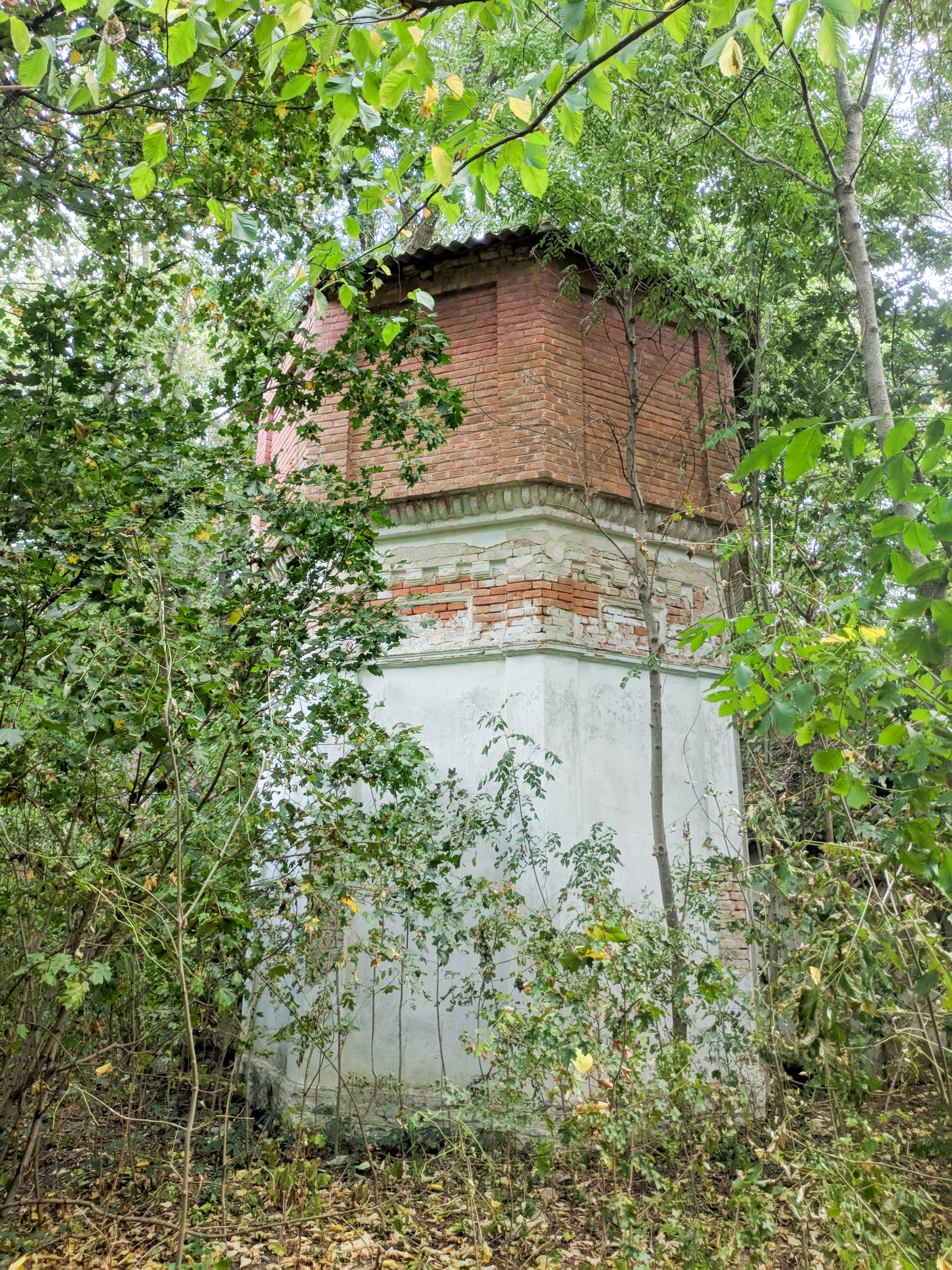

## Demografie
Conform recensământului din 2014, în sat locuiesc 1.247 de oameni (584 bărbați și 663 femei), în 495 de gospodării. 992 de săteni (79,6%) s-au declarat ucraineni, 190 (15,2%) moldoveni și 51 (4,1%) ruși.

## Administrație și politică
Componența Consiliului local Stolniceni (9 consilieri), ales la 5 noiembrie 2023, este următoarea:
|  | Partid                                       | Consilieri | Componență | Componență | Componență | Componență | Componență |
|  | -------------------------------------------- | ---------- | ---------- | ---------- | ---------- | ---------- | ---------- |
|  | Partidul Social Democrat European            | 5          |            |            |            |            |            |
|  | Partidul Socialiștilor din Republica Moldova | 4          |            |            |            |            |            |

## Societate
Biserica satului are hramul „Nașterea Maicii Domnului”.
La casa de cultură din sat activează colectivul etno-folcloric de artiști amatori „Stolniceanka”, conducătorul căruia în 2014 era Valeriu Fedorișin. De asemenea, există și o fanfară.
Printre personalitățile originare din Stolniceni se numără Ion Tomașevschi (1930–2007), deputat în Sovietul Suprem al Moldovei.